# Paurocoma molybdina
Paurocoma molybdina là một loài bướm đêm trong họ Geometridae.